# Le Bailleul
Le Bailleul (Aussprache [lə bajœl]) ist eine französische Gemeinde mit 1.217 Einwohnern (Stand: 1. Januar 2022) im Département Sarthe in der Region Pays de la Loire. Sie gehört zum Arrondissement La Flèche und zum Kanton Sablé-sur-Sarthe. Die Einwohner werden Bailleulois und Bailleuloises genannt.

## Geographie
Le Bailleul liegt etwa 37 Kilometer südwestlich von Le Mans in der historischen Provinz Maine. Umgeben wird Le Bailleul von den Nachbargemeinden Parcé-sur-Sarthe im Norden, Arthezé im Nordosten, Villaines-sous-Malicorne im Osten, Crosmières im Süden und Südosten, La Chapelle-d’Aligné im Süden und Südwesten sowie Louailles im Westen.
Durch die Gemeinde führt die Autoroute A11. An der südlichen Gemeindegrenze verläuft das Flüsschen Argance, im Westen entspringt die Voutonne.

## Bevölkerungsentwicklung

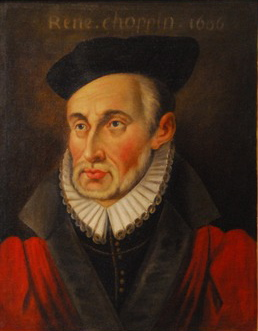
René Choppin

| 1962                       | 1968 | 1975 | 1982 | 1990 | 1999 | 2006 | 2017 |
| -------------------------- | ---- | ---- | ---- | ---- | ---- | ---- | ---- |
| 887                        | 810  | 780  | 787  | 787  | 850  | 1120 | 1234 |
| Quellen: Cassini und INSEE |      |      |      |      |      |      |      |

## Bauwerke und Sehenswürdigkeiten
- Pfarrkirche Saint-Pierre, 1840 im neuromanischen Stil erbaut, seit 2007 als Monument historique eingeschrieben
- Kapelle Sainte-Anne
- Haus La Croix Verte aus dem 15. Jahrhundert, frühere Priorei des Malteserordens

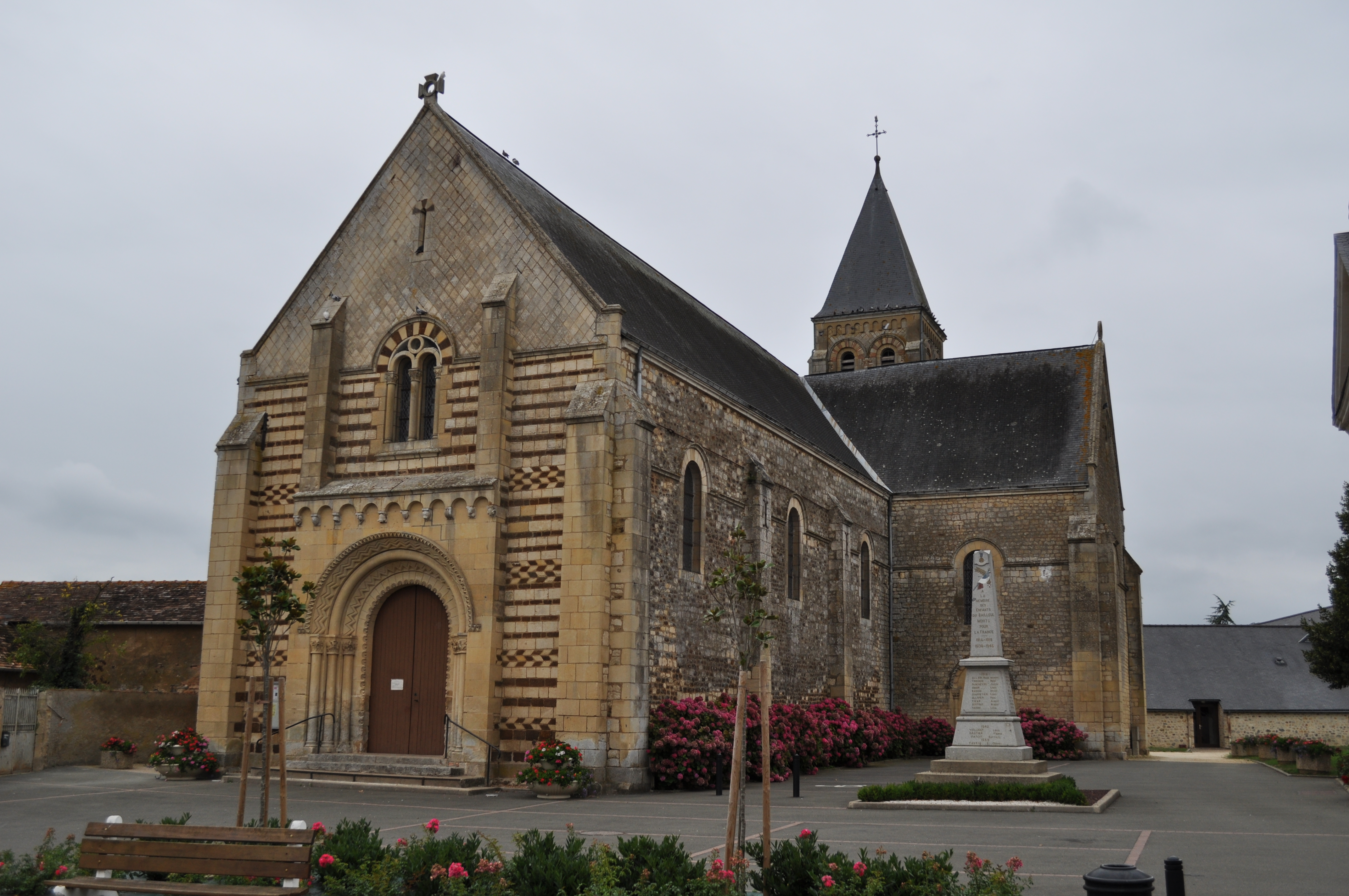
Kirche Saint-Pierre
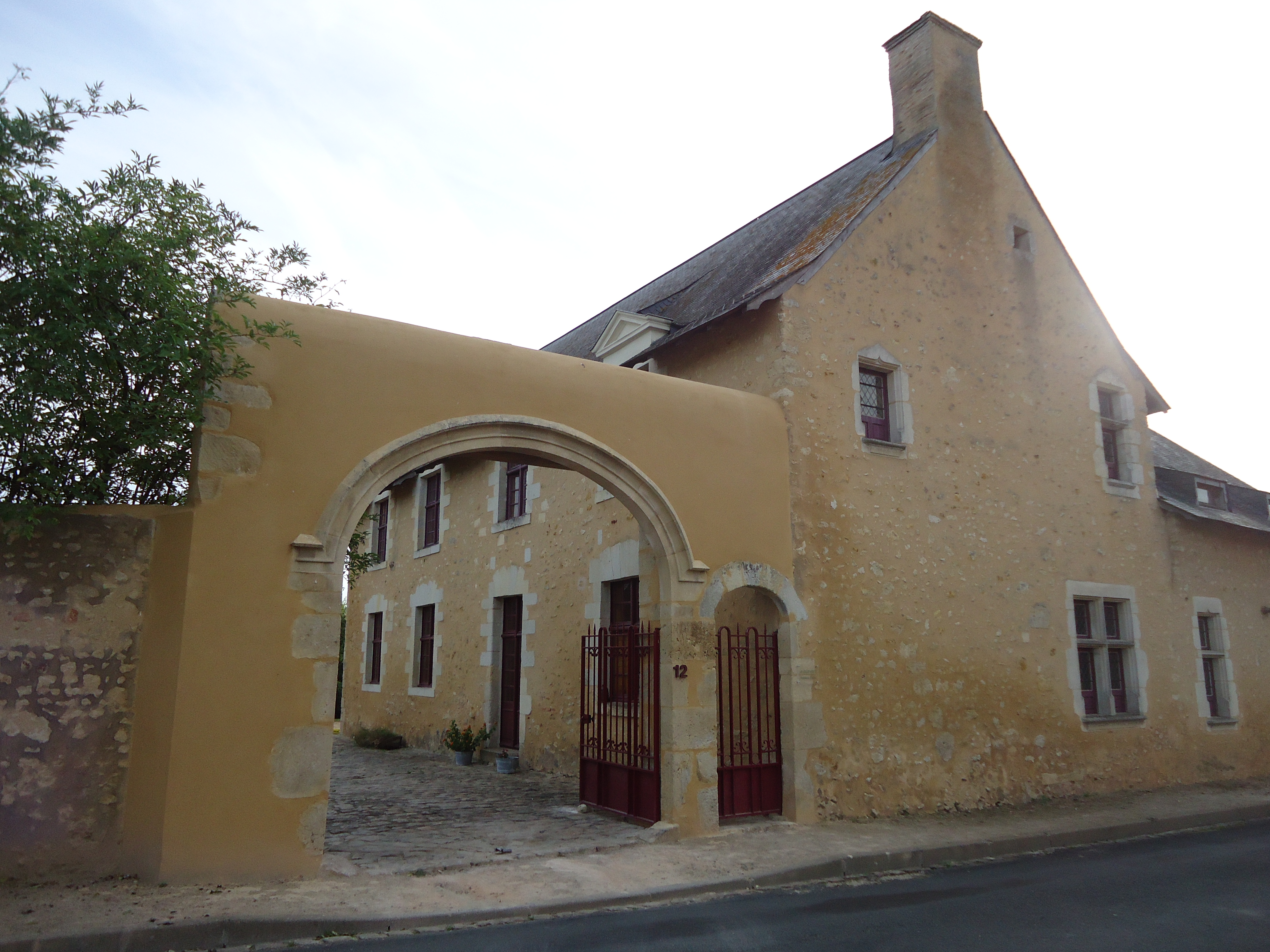
Haus La Croix Verte

## Persönlichkeiten
- René Choppin (1537–1606), französischer Rechtsberater, Gelehrter, Rechtsanwalt am Parlement de Paris, geboren in Le Bailleul